# Хусейни, Фейсал
Фейсал Абд аль-Кадир аль-Хусейни (араб. فيصل عبد القادر الحسيني‎;
17 июля 1940, Багдад, Ирак — 31 мая 2001, Кувейт) — палестинский политический деятель. Один из лидеров Организации освобождения Палестины, соавтор Декларации независимости Палестины, руководитель палестинской делегации на Мадридской мирной конференции, министр по делам Иерусалима в правительстве Палестинской национальной администрации.

## Биография
Фейсал Хусейни родился в Багдаде в 1940 году в семье Абд аль-Кадира аль-Хусейни и Хаир Фатимы. Его дедом со стороны отца был муфтий Иерусалима Хадж Амин аль-Хусейни, идейный вдохновитель ряда арабских восстаний в подмандатной Палестине, в том числе восстания 1936—1939 годов, после подавления которого Абд аль-Кадиру и пришлось бежать в Ирак.
Позднее Фейсал с семьёй переехал в Египет. Когда ему было восемь лет, его отец погиб в бою в ходе Арабо-израильской войны. Фейсал Хусейни вырос в Каире, окончив школу в 1958 году и поступив в университет на факультет точных наук. В 1959 году он был одним из создателей Общего союза палестинских студентов в Каире. Он продолжил обучение в Багдаде, но большую часть времени посвящал не учёбе, а политической деятельности, в частности, совместно с националистами из движения Жоржа Хабаша.
В 1964 году, в возрасте 24 лет, Хусейни перебрался в Восточный Иерусалим, в то время входивший в состав Иордании. Там он присоединился к недавно созданной Организации освобождения Палестины и некоторое время работал в её иерусалимском офисе. Затем Хусейни прошёл военную подготовку (по одним источникам, в Алеппо, по другим в военной академии в Хомсе) и вступил в ряды Армии освобождения Палестины. После Шестидневной войны он совместно с Ясиром Арафатом создавал подпольную сеть ООП в Иерусалиме, был арестован израильскими властями за незаконное хранение оружия и приговорён к году тюремного заключения.
С 1969 по 1977 год Хусейни работал в Иерусалиме техником в радиологической лаборатории, а затем отправился в Бейрут, где изучал историю в местном университете. В 1979 году он вернулся в Иерусалим, где основал Центр арабоведения (который в Израиле рассматривали как легальный фасад ООП, через который велась координация деятельности палестинских националистов на Западном берегу Иордана). В 1982 году он, продолжая традиции рода Хусейни, стал членом Высшего исламского совета. В это же время Хусейни наладил контакты с израильскими сторонниками мирных переговоров с палестинцами, выучив для этого иврит. Эти контакты были восприняты враждебно как в Израиле, где переговоры с представителями ООП были запрещены законом, так и среди палестинских политиков, многие из которых сочли их предательством со стороны Хусейни. Израильские власти закрыли Центр арабоведения и поместили Хусейни под административный арест, а после этого — под домашний арест, под которым он провёл пять лет. В апреле 1987 года он был снова отправлен в тюрьму, где находился до января 1989 года, таким образом пропустив начало первой интифады. Выйдя из заключения, Хусейни, однако, стал одним из основных идеологов интифады. В 1988 году, в короткий период нахождения на свободе, он сочинил черновой вариант декларации независимости, которую позже в том же году использовал Палестинский национальный совет при провозглашении независимого палестинского государства.
В 1990 году во время визита в Москву Хусейни высказал неортодоксальную для представителя ООП точку зрения, согласно которой Иерусалим может стать столицей двух государств — Израиля и Палестины. На следующий год, в преддверии Мадридской мирной конференции, Хусейни выступал в роли связующего звена между Ясиром Арафатом и госсекретарём США Бейкером. На самой конференции он выступал в роли руководителя палестинской делегации, однако фактически продолжал выполнять роль посредника, находясь в постоянном контакте с руководством ООП.
Начало процесса Осло и возвращение лидеров ООП на территорию будущей Палестинской национальной администрации привели к тому, что большинство местных палестинских лидеров оказались отодвинуты на второй план. Хусейни, однако, был в 1994 году включён в правительственный кабинет Арафата, официально в качестве министра по делам Иерусалима, а де-факто часто выступая в роли министра иностранных дел. Зарубежных политиков он принимал в «Ориент Хаусе», где снова открылся Центр арабоведения. Центр был закрыт в 1996—1999 годах, когда в Израиле у власти находилось правительство Биньямина Нетаньяху. Несмотря на это, благодаря усилиям Хусейни Восточный Иерусалим в качестве избирательного округа участвовал в выборах 1996 года в палестинский парламент.
Несмотря на официальную роль в правительстве ПНА, Хусейни одновременно позволял себе выступать в качестве критика действий палестинского руководства, вместе с Ханан Ашрауи учредив Палестинский информационный центр по правам человека. Он поддерживал идеи конституционной демократии и свободного рынка на территории будущего палестинского государства. В отношении еврейских кварталов в восточной части Иерусалима (официально палестинским руководством расцениваемых как незаконные) и права палестинцев на возвращение его позиции были более гибкими, чем у других палестинских лидеров. Хусейни часто выступал на израильском телевидении, излагая палестинскую точку зрения на спорные вопросы. После начала Интифады Аль-Аксы его позиция стала более жёсткой, и он стал резче выступать против израильских поселений на оккупированных территориях.
В мае 2001 года Фейсал Хусейни был направлен Арафатом в Кувейт, где в это время проходила арабская конференция, посвящённая координации политики в отношении Израиля. Лидер ПНА поручил своему министру попытаться добиться улучшения отношений с Кувейтом, пострадавших в 1990 году, когда ООП поддержала захват страны Ираком. Кувейтское руководство, однако, сообщило палестинскому дипломату, что не готово к нормализации отношений. Вернувшись в свой гостиничный номер, Хусейни 31 мая в возрасте 60 лет умер от инфаркта. Он был похоронен на Храмовой горе в Иерусалиме; его смерть вызвала соболезнования и высокую оценку заслуг не только от палестинских деятелей, но и от лидеров левого политического лагеря в Израиле (Йоси Сарида, Йоси Бейлина, бывшего заместителя мэра Иерусалима Мерона Бенвенисти).